# ATP Nizza 1971
L'ATP Nizza 1971 è stato un torneo di tennis giocato sulla terra rossa. È stata la 1ª edizione del torneo, che fa parte del Pepsi-Cola Grand Prix 1971. Si è giocato a Nizza in Francia dal 29 marzo al 4 aprile 1971.

## Campioni

### Singolare maschile
Ilie Năstase ha battuto in finale  Jan Kodeš con il punteggio di 10–8, 11–9, 6–1

### Doppio maschile
Ilie Năstase /  Ion Țiriac hanno battuto in finale  Pierre Barthes /  François Jauffret con il punteggio di 6–3, 6–3